# Geron Williams
Pour les articles homonymes, voir Williams.
Geron Williams (né le 23 mai 1991 à Georgetown) est un coureur cycliste guyanien. Il est notamment devenu champion national chez les élites en 2014 et 2016. 

## Palmarès et résultats

### Palmarès par année
- 2008
  - 2e du championnat de Guyana sur route juniors
- 2009
  -  Champion de Guyana sur route juniors
  - Victor Macedo Memorial
  - Ministry of Culture Youth and Sport 5 Stage Race :
    - Classement général
    - 5e étape
- 2010
  - Mashrami R & R 40 Miler
- 2012
  - 3e étape du Ministry of Culture Youth and Sport 5 Stage Race
- 2013
  - 4e étape du Tour de Trinité-et-Tobago
  - 2e du Tour de Trinité-et-Tobago
- 2014
  -  Champion de Guyana sur route
- 2015
  - 3e du championnat de Guyana sur route
- 2016
  -  Champion de Guyana sur route
  - 1re étape du Ministry of Culture Youth and Sport 5 Stage Race
  - 3e du Ministry of Culture Youth and Sport 5 Stage Race
- 2017
  - Hand-in-Hand Cycle Race

### Classements mondiaux
| Année            | 2016 | 2017 |
| ---------------- | ---- | ---- |
| UCI America Tour | 145e | 254e |